# Petra Haemhouts
Petra Haemhouts is een Belgisch boogschutter.

## Levensloop
Haemhouts maakte deel uit van het Belgisch team (samen met Gladys Willems en Catheline Dessoy) dat goud won op de wereldkampioenschappen van 2007 te Leipzig. In 2008 behaalde ze brons met het Belgisch team (voorts bestaande uit Gladys Willems en Catheline Dessoy) in de wereldbekermanche te Poreč.